# 警示性質標準詞列表
警示性質標準詞（英語：Risk Phrases，簡寫：R-phrases）是於《歐聯指導標準67/548/EEC 附錄III: 有關危險物品與其儲備的特殊風險性質》裡定義。該列表被集中並再出版於指導標準2001/59/EC（页面存档备份，存于），讀者於該處也可以找到其他歐聯語系翻譯。
該處安全建議標準詞為國際通用，並不只是侷限於歐洲，而目前正努力使用「全球化學品統一分類和標籤制度」（GHS）來達成完全的國際統一，該制度目前已普遍取代這些警示性質標準詞。

## 列表
注意：缺少R-號碼的組合表示標準詞被刪除或者被其他標準詞取代。
- R1：干燥时易爆
- R2：受冲击、摩擦、着火或其他引燃源有爆炸危险
- R3：受冲击、摩擦、着火或其他引燃源有极高爆炸危险
- R4：生成极敏感的爆炸性金属化合物
- R5：受热可能引起爆炸
- R6：有无空气存在下均极容易爆炸
- R7：可能引起火灾
- R8：与可燃物质接触可能引起火灾
- R9：与可燃物质混合有爆炸性
- R10：易燃
- R11：高度易燃
- R12：极度易燃
- R14：遇水反應劇烈
- R15：遇水释放极易燃烧的气体
- R16：与氧化性物质混合后有爆炸性
- R17：在空氣中可自燃
- R18：使用时可能产生易燃易爆的蒸汽-空气混合物
- R19：可能生成爆炸性过氧化物
- R20：吸入有害
- R21：触摸有害
- R22：吞食有害
- R23：吸入有毒
- R24：触摸有毒
- R25：吞食有毒
- R26：吸入剧毒
- R27：触摸剧毒
- R28：吞食剧毒
- R29：遇水釋放有毒氣體
- R30：使用时高度易燃
- R31：遇酸釋放有毒氣體
- R32：遇酸释放剧毒气体
- R33：有累积毒性的危险品
- R34：引起灼伤
- R35：引起严重灼伤
- R36：刺激眼部
- R37：刺激呼吸系統
- R38：刺激皮膚
- R39：有极严重的不可逆后果的危险品
- R40：少数证据显示有致癌后果
- R41：对眼睛有严重伤害
- R42：吸入可能導致過敏
- R43：皮膚接觸可能導致過敏
- R44：密闭加热有爆炸危险
- R45：可能致癌
- R46：可能造成遺傳基因損害
- R48：长期接触严重危害健康
- R49：吸入可能致癌
- R50：对水生生物剧毒
- R51：對水生生物有毒
- R52：對水生生物有害
- R53：可能对水体环境产生长期不良影响
- R54：對植物有毒
- R55：對動物有毒
- R56：對土壤生物有毒
- R57：對蜂类有毒
- R58：可能对环境产生长期不良影响
- R59：對臭氧層有危害
- R60：可能损害生育能力
- R61：可能对胎儿造成伤害
- R62：有损害生育能力的危险
- R63：可能有对胎儿造成伤害的危险
- R64：可能对哺乳期婴儿造成伤害
- R65：吞食可能造成肺部損傷
- R66：长期接触可能引起皮肤干裂
- R67：蒸汽可能引起困倦和眩晕
- R68：可能有不可逆后果的危险

## 组合
- R14/15：遇水反應劇烈並釋放極度易燃氣體
- R14/15/29：遇水反應劇烈並釋放有毒且極度易燃氣體
- R15/29：遇水釋放有毒且極度易燃氣體
- R20/21：吸入及触摸有害
- R20/22：吸入及吞食有害
- R20/21/22：吸入、触摸及吞食有害
- R21/22：触摸及吞食有害
- R23/24：吸入及触摸有毒
- R23/25：吸入及吞食有毒
- R23/24/25：吸入、触摸及吞食有毒
- R24/25：触摸或吞食有毒
- R26/27：吸入及触摸有劇毒
- R26/28：吸入及吞食有劇毒
- R26/27/28：吸入、触摸及吞食有劇毒
- R27/28：触摸及吞食有劇毒
- R36/37：刺激眼部與呼吸系統
- R36/38：刺激眼部與皮膚
- R36/37/38：刺激眼部、呼吸系統及皮膚
- R37/38：刺激呼吸系統及皮膚
- R39/23：有毒，吸入可能造成非常严重且不可逆的后果
- R39/24：有毒，触摸可能造成非常严重且不可逆的后果
- R39/25：有毒，吞食可能造成非常严重且不可逆的后果
- R39/23/24：有毒，吸入及触摸可能造成非常严重且不可逆的后果
- R39/23/25：有毒，吸入及吞食可能造成非常严重且不可逆的后果
- R39/24/25：有毒，触摸及吞食可能造成非常严重且不可逆的后果
- R39/23/24/25：有毒，吸入、触摸及吞食均有可能造成非常严重且不可逆的后果
- R39/26：劇毒，吸入可能造成非常嚴重且不可逆的后果
- R39/27：劇毒，触摸可能造成非常嚴重且不可逆的后果
- R39/28：劇毒，吞食可能造成非常嚴重且不可逆的后果
- R39/26/27：劇毒，吸入及触摸可能造成非常嚴重且不可逆的后果
- R39/26/28：劇毒，吸入及吞食可能造成非常嚴重且不可逆的后果
- R39/27/28：劇毒，触摸及吞食可能造成非常嚴重且不可逆的后果
- R39/26/27/28：劇毒，吸入、触摸及吞食均有可能造成非常嚴重且不可逆的后果
- R42/43：吸入及皮膚接觸可能導致過敏
- R48/20：有害，长期吸入本品可能对健康造成严重损害
- R48/21：有害，长期触摸本品可能对健康造成严重损害
- R48/22：有害，长期吞食本品可能对健康造成严重损害
- R48/20/21：有害，长期吸入本品及触摸可能对健康造成严重损害
- R48/20/22：有害，长期吸入及吞食本品可能对健康造成严重损害
- R48/21/22：有害，吞食或长期触摸本品可能对健康造成严重损害
- R48/20/21/22，有害，触摸及长期吸入、吞食本品可能对健康造成严重损害
- R48/23：有毒，长期吸入本品可能对健康造成严重损害
- R48/24：有毒，长期触摸本品可能对健康造成严重损害
- R48/25：有毒，长期吞食本品可能对健康造成严重损害
- R48/23/24：有毒，触摸及长期吸入本品可能对健康造成严重损害
- R48/23/25：有毒，长期吸入及吞食本品可能对健康造成严重损害
- R48/24/25：有毒，长期触摸及吞食本品可能对健康造成严重损害
- R48/23/24/25：有毒，触摸及长期吸入、吞食本品可能对健康造成严重损害
- R50/53：對水生生物劇毒，可能对水生環境造成長期的不良影響
- R51/53：對水生生物有毒，可能对水生環境造成長期的不良影響
- R52/53：對水生生物有害，可能對水生環境造成長期的不良影響
- R68/20：有害，吸入可能造成不可逆的后果
- R68/21：有害，触摸可能造成不可逆的后果
- R68/22：有害，吞食可能造成不可逆的后果
- R68/20/21：有害，吸入及触摸本品可能造成不可逆的后果
- R68/20/22：有害，吸入及吞食本品可能造成不可逆的后果
- R68/21/22：有害，触摸及吞食本品可能造成不可逆的后果
- R68/20/21/22：有害，吸入、触摸及吞食本品均有可能造成不可逆的后果

## 不再使用的警示性質標準詞
以下標準詞被刪除或者被其他標準詞取代：
- R13：極度易燃的液化氣體